# Arborio (España)
Arborio (oficialmente en asturiano: Arboriu) es una casería española de la parroquia de Arango, perteneciente al municipio de Pravia, en la comunidad autónoma de Asturias.

## Historia
Hacia mediados del siglo XIX, el lugar, ya por entonces perteneciente a la parroquia de Arango del municipio de Pravia, tenía contabilizada una población de 52 habitantes. Aparece descrito en el segundo volumen del Diccionario geográfico-estadístico-histórico de España y sus posesiones de Ultramar de Pascual Madoz con las siguientes palabras:

ARBORIO: l. en la prov. y dióc. de Oviedo (6 1/2 leg.), ayunt. y part. jud. de Pravia (1/2), y felig. de San Martin de Arango (1/4 V.): sit. á la der. del r. Aranguin: el terreno es llano, de buena calidad y con bastante arbolado de castaño: prod. maiz, habas, patatas, lino, castañas, hortaliza y otros varios frutos: pobl. 12 vec.: 52 almas.
(Madoz, 1845, p. 463)

En 2023, la entidad singular de población tenía empadronados 19 habitantes, todos ellos en el núcleo de población de ese nombre.